# تونس فرانسه
قیومیت فرانسه بر تونس (فرانسوی: Protectorat français de Tunisie‎ ; عربی: الحمایة الفرنسیة فی تونس al-Ḥimāya al-Fransīya fī Tūnis) که معمولاً به آن تونس فرانسه گفته می‌شود، در سال ۱۸۸۱ در دوران امپراتوری استعماری فرانسه تأسیس شد و تا استقلال تونس در سال ۱۹۵۶ ادامه داشت.